# Deux Vilaines Souris
Le conte Deux Vilaines Souris (en anglais : The Tale of Two Bad Mice) est un livre pour enfants publié en 1904 par Frederick Warne & Co., écrit et illustré par Beatrix Potter.
Pour cette histoire, Potter s'est inspirée de deux souris prises dans un piège à cage dans la maison de son cousin et d'une maison de poupée construite par son éditeur Norman Warne comme cadeau de Noël pour sa nièce Winifred. Alors que le conte était en cours d'élaboration, Potter et Warne sont tombés amoureux et se sont fiancés, au grand dam des parents de Potter, qui préparaient leur fille à devenir une résidente permanente et une gouvernante dans leur maison de Londres.
L’histoire raconte les méfaits de deux souris qui vandalisent une maison de poupée. Après avoir découvert que la nourriture sur la table à manger était en plâtre, elles cassent la vaisselle, jettent les vêtements de poupée par la fenêtre, déchirent le traversin et emportent plusieurs objets dans leur trou de souris. Lorsque la petite fille propriétaire de la maison de poupée découvre les dégâts, elle place une poupée policière devant la porte d’entrée pour dissuader toute future déprédation. Les deux souris se rachètent en mettant une pièce de six pence tordue dans la chaussette de la poupée la veille de Noël et en balayant la maison chaque matin avec une pelle et un balai.
Les thèmes de rébellion, d’insurrection et d’individualisme dans ce conte reflètent non seulement le désir de Potter de se libérer de ses parents autoritaires et de construire sa propre maison, mais aussi ses craintes vis-à-vis de l’indépendance et ses frustrations face à la domesticité victorienne.
Le livre a été très bien accueilli par la critique et a valu à Potter sa première lettre de fan en provenance d’Amérique. Le conte a été adapté dans un segment du film intitulé « Les Contes de Beatrix Potter » par The Royal Ballet en 1971 et dans un épisode animé de la série de la BBC « Le Monde de Pierrot Lapin et ses Amis » (en). Les produits dérivés inspirés du conte comprennent des figurines en porcelaine de la poterie Beswick et des boîtes à musique Schmid.

## Développement et publication
Deux Vilaines Souris a vu le jour en juin 1903 lorsque Potter a sauvé deux souris d’un piège à cage dans la cuisine de sa cousine Caroline Hutton à Harescombe Grange, dans le Gloucestershire, et les a nommées Tom Thumb et Hunca Munca d’après les personnages de la pièce de théâtre écrite Tom Thumb (pièce de théâtre) (en), écrite par Henry Fielding. Tom Thumb n’a jamais été mentionnée dans les lettres de Potter après l'avoir sauvée du piège (elle a peut-être réussi à s’échapper), mais Hunca Munca est devenue un animal de compagnie et un modèle ; elle a développé une personnalité affectueuse et a montré des compétences en matière de ménage.
Entre le 26 novembre 1903 et le 2 décembre 1903, Potter a pris une semaine de vacances à Hastings, et bien qu’il n’y ait aucune preuve qu’elle l’ait fait, elle a peut-être emmené une ou les deux souris avec elle. Elle a composé trois contes dans un cahier à couverture rigide pendant une semaine de pluie incessante : « Quelque chose de très très gentil » (qui, après de nombreuses révisions, est finalement devenu The Tale of the Pie and the Patty-Pan (en) en 1905), The Tale of Tuppenny (en) (qui est finalement devenu le chapitre 1 de The Fairy Caravan (en) en 1929), et The Tale of Hunca Munca (en) devenu Deux Vilaines Souris,,.
Potter espérait qu’un des trois contes serait choisi pour être publié en 1904 en tant que pièce complémentaire à Le conte de Jeannot Lapin (en), qui était alors en cours de réalisation. « J’ai essayé de créer une histoire de chat qui utiliserait certaines des esquisses d’un cottage que j’ai dessinées l’été avant-dernier », écrivit-elle à son éditeur Norman Warne le 2 décembre, « Il y en a deux autres dans le cahier... les poupées pourraient en faire une drôle d'histoire, mais il est un peu tôt pour avoir un autre livre sur les souris ? », faisant référence à son livre récemment publié Le Tailleur de Gloucester (en).

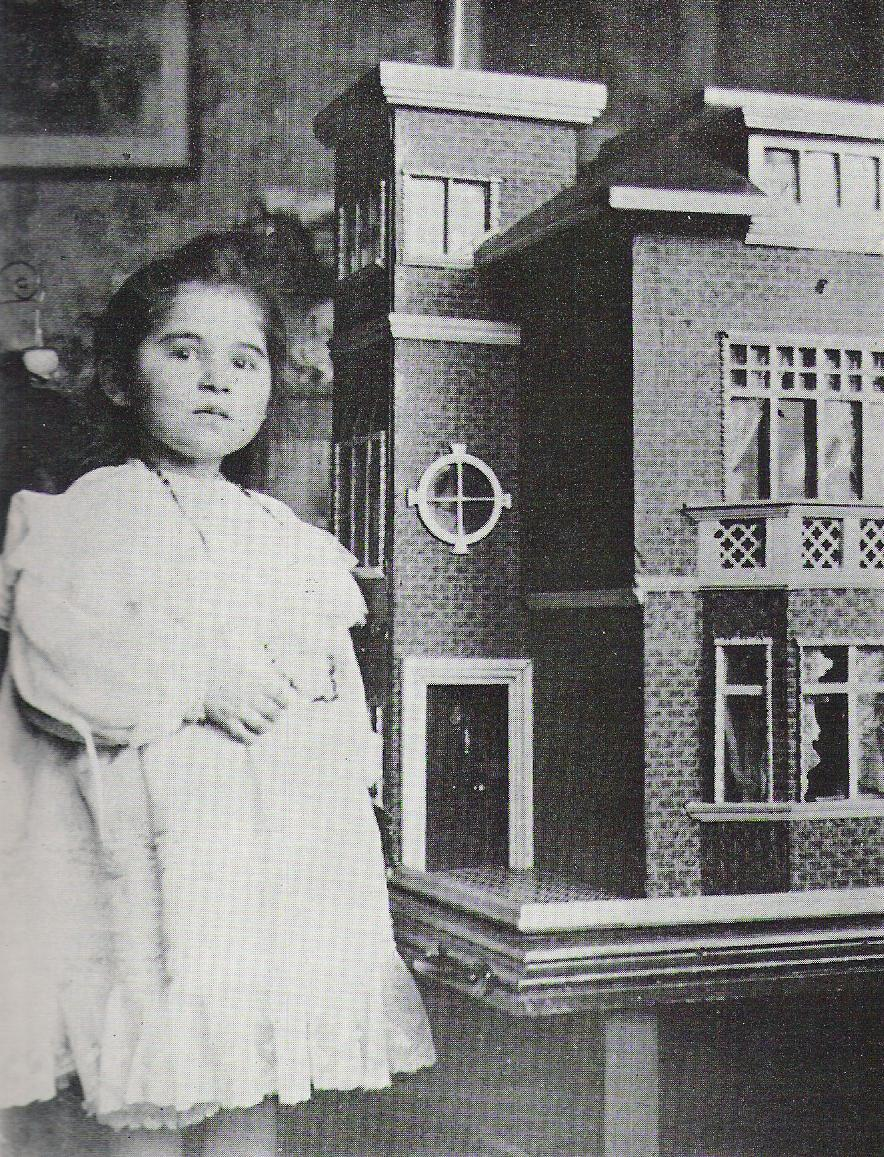
Winifred Warne et la maison de poupée construite par son oncle Norman Warne

Warne a reçu et étudié les trois contes. Potter lui a écrit que l’histoire du chat serait la plus facile à assembler à partir de ses esquisses existantes, mais elle préférait développer l’histoire des souris. Elle avertit Warne qu’elle passerait une semaine chez une cousine à Melford Hall et soumettrait les trois contes aux enfants de la maison. Warne a préféré l’histoire des souris (peut-être parce qu’il construisait une maison de poupée dans son atelier au sous-sol pour sa nièce Winifred Warne) mais pour l’instant, il a retardé sa décision et s’est concentré sur la taille du deuxième livre pour 1904, car Potter se plaignait d’être « à l’étroit » avec de petits dessins et était tentée d’en mettre plus que ce qu’ils pouvaient contenir. Warne a suggéré un format de 215 mm x 150 mm similaire au récemment publié Johnny Crow’s Garden de L. Leslie Brooke, mais, au final, Potter a opté pour l’histoire des souris dans un petit format, consciente instinctivement que ce format serait plus approprié pour une histoire de souris et indiquant qu’il serait difficile de répartir les souris sur une grande page. Avant qu’une décision finale ne soit prise, Warne a fabriqué un livre factice au grand format intitulé The Tale of the Doll’s House and Hunca Munca avec des images et du texte découpés dans The Tailor pour donner à Potter une impression générale de l’apparence d’un produit au grand format, mais Potter est restée inflexible et le petit format et le titre Les Deux Vilaines Souris ont finalement été choisis.
Juste avant le Nouvel An 1904, Warne envoya à Potter une maison pour souris vitrée avec une échelle menant à un grenier aménagé selon ses spécifications, afin qu’elle puisse facilement observer et dessiner les souris. La maison de poupée que Potter utilisa comme modèle était celle que Warne avait construite dans son atelier au sous-sol pour offrir à sa nièce de quatre ans, Winifred Warne, à Noël. Potter avait vu la maison en cours de construction et souhaitait la dessiner, mais elle se trouvait maintenant dans la maison de Fruing Warne, au sud de Londres, à Surbiton, à l'occasion des fêtes de Noël. Norman Warne invita Potter à déjeuner à Surbiton et à dessiner la maison de poupée, mais Mme Potter s’interposa. Elle s’était alarmée de l’intimité grandissante entre sa fille Beatrix et Warne ; en conséquence, elle refusa à sa fille l’accès à la voiture familiale et refusa de l’accompagner chez ceux qu’elle considérait comme ses inférieurs sociaux. Potter déclina l’invitation et s’en voulut de ne pas avoir tenu tête à sa mère. Elle craignit que tout le projet ne soit compromis.
Le 12 février 1904, Potter écrivit à Warne pour s’excuser de ne pas avoir accepté son invitation à Surbiton. Elle mentionna les progrès réalisés dans le conte des souris et raconta comment Hunca Munca avait porté une poupée à rubans jusqu’à son nid. Elle nota que la souris détestait la nourriture en plâtre. Elle assura à Warne qu’elle pourrait achever le livre à partir de photographies. Le 18 février 1904, Warne acheta les poupées Lucinda et Jane dans un magasin de Seven Dials et les envoya à Potter. Cette dernière écrivit :« Merci beaucoup pour ces étranges petites poupées ; elles sont exactement ce que je voulais … Je vais leur confectionner une robe imprimée et un sourire pour Jane ; ses petits pieds trapus sont si drôles. Je pense en faire un charmant petit livre. Je serai contente d’en finir avec les lapins … Je serai très heureuse d’avoir le petit poêle et le jambon ; le travail est toujours un grand plaisir de toute façon. »
La poupée policier avait été empruntée à Winifred Warne. Elle était réticente à s’en séparer, mais la poupée fut rendue en toute sécurité. De nombreuses années plus tard, elle se souvint de l’arrivée de Potter à la maison pour emprunter la poupée :« Elle était très mal habillée ; elle portait un manteau, une jupe et un chapeau, et tenait un parapluie d’homme. Elle est venue à la nursery habillée en tenue d’extérieur et a demandé si elle pouvait emprunter la poupée policier ; la nourrice a cherché la poupée et l’a finalement trouvée. Elle mesurait au moins un pied de haut et était totalement disproportionnée par rapport à la maison de poupée. »

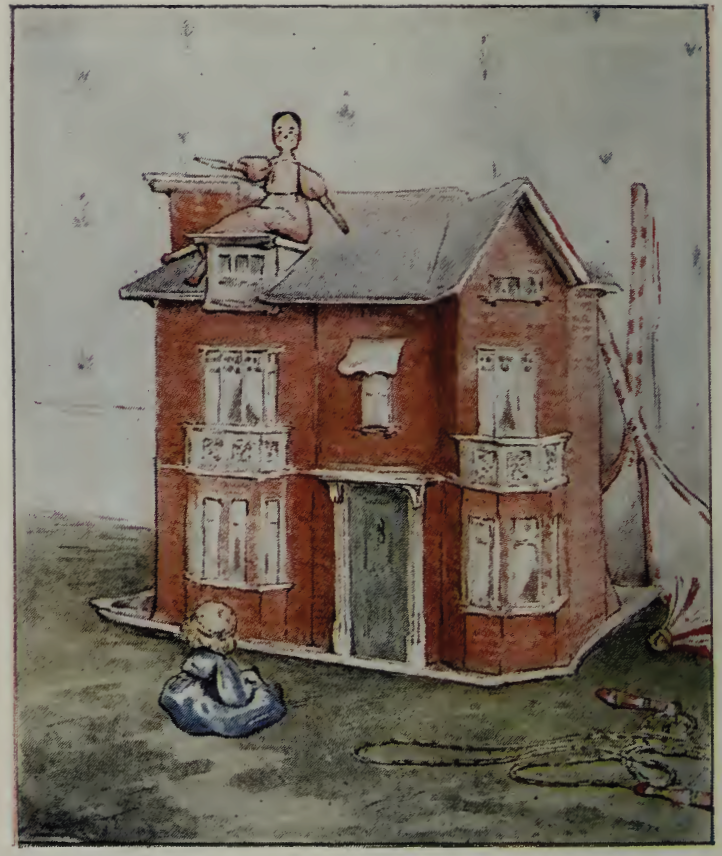
Les poupées Lucinda et Jane et leur maison

Le 25 février, Warne envoya de la nourriture en plâtre et des meubles miniatures depuis Hamleys, un magasin de jouets londonien,. Le 20 avril, les photographies de la maison de poupée furent livrées, et à la fin du mois de mai, Potter écrivit à Warne que dix-huit des dessins de souris étaient terminés et que les autres étaient en cours. À la mi-juin, les épreuves du texte arrivèrent, et après quelques corrections, Potter écrivit le 28 juin qu’elle était satisfaite des modifications. Les épreuves des illustrations furent également livrées, et Potter en fut satisfaite. En septembre 1904, 20 000 exemplaires du livre furent publiés en deux reliures différentes : l’une en carton et l’autre en reliure de luxe conçue par Potter. Le livre était dédié à Winifred Warne, La fille qui avait la maison de poupée,.

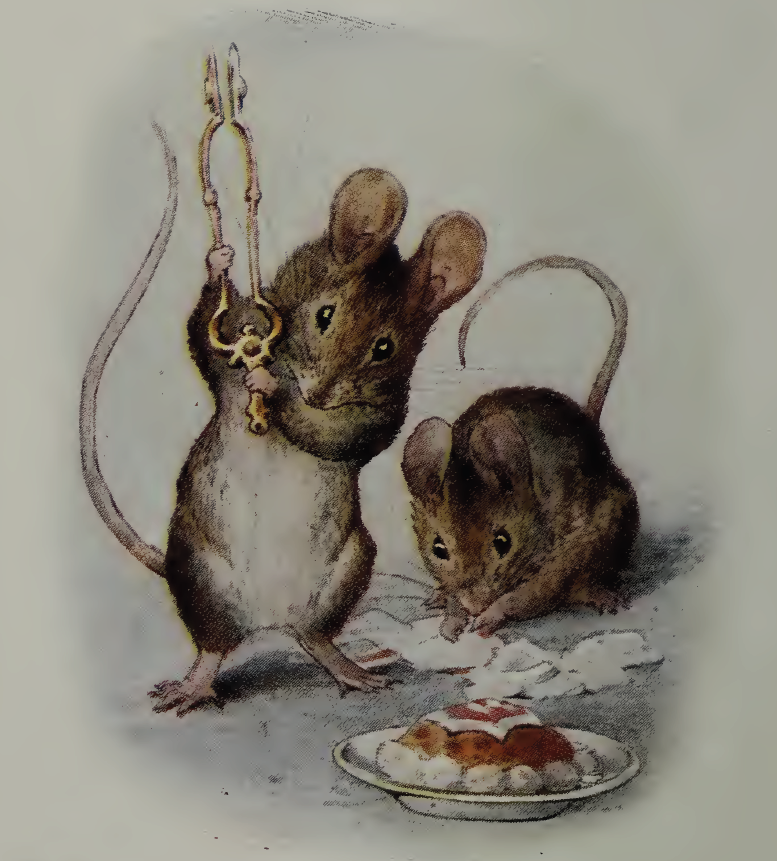
Dans le frontispice, Hunca Munca regarde Tom Thumb briser la nourriture en plâtre.

Deux Vilaines Souris reflète le bonheur croissant de Potter dans sa relation professionnelle et personnelle avec Norman Warne, ainsi que son plaisir à braver les rigueurs et les contraintes de la bourgeoisie. Malgré toute la destruction causée par les souris, elle est miniaturisée et donc plus amusante que sérieuse. Potter a apprécié d’écrire un conte qui lui procurait la sensation vicieuse d’un comportement inapproprié qu’elle n’aurait jamais toléré dans la vraie vie.
À l’été 1905, Hunca Munca est morte après être tombée d’un lustre en jouant avec Potter. Elle écrivit à Warne le 21 juillet : « J’ai fabriqué une petite poupée en hommage à la pauvre Hunca Munca. Je ne me pardonne pas de l’avoir laissée tomber. Elle me manque tellement. Elle est tombée du lustre, a réussi à monter l’escalier jusqu’à ta petite maison, mais elle est morte dans ma main environ dix minutes plus tard. Je pense que si j’avais cassé mon propre cou, cela aurait évité bien des ennuis. ».
Entre 1907 et 1912, Potter écrivit de petites lettres aux enfants au nom des personnages de ses livres. Ces lettres en disent plus sur leurs caractères et leurs activités. Bien que beaucoup aient probablement été perdues ou détruites, quelques-unes sont encore existantes pour les personnages de Deux Vilaines Souris. Dans l’une d’elles, Jane Dollcook a cassé la soupière et s’est cassé les deux jambes ; dans une autre, Tom Thumb écrit à Lucinda pour lui demander de lui épargner un lit de plumes, qu’elle regrette de ne pas pouvoir envoyer car celui qu’il avait volé n’a jamais été remplacé. Tom Thumb et Hunca Munca ont neuf enfants et les parents ont besoin d’une autre bouilloire pour faire bouillir de l’eau. Hunca Munca n’est apparemment pas une gouvernante très consciencieuse, car Lucinda se plaint de la poussière sur la cheminée.
En 1971, Hunca Munca et Tom Thumb sont apparues dans un segment du film créé par le Royal Ballet intitulé The Tales of Beatrix Potter (en), et, en 1995, le conte a été adapté en animation et diffusé dans la série anthologique de la BBC, The World of Peter Rabbit and Friends (en).

## L'intrigue
L’histoire commence par « il était une fois » et décrit une « très belle maison de poupée » appartenant à une poupée nommée Lucinda et à sa poupée-cuisinière Jane. Jane ne cuisine jamais car la nourriture de la maison de poupée est en plâtre et a été « achetée toute faite, dans une boîte pleine de copeaux ». Bien que la nourriture ne se détache pas des assiettes, elle est « extrêmement belle ».
Un matin, les poupées quittent leur maison de poupée pour une promenade dans leur landau, poussé par la fille qui vit dans la crèche. Personne n’est dans la nurserie lorsque Tom Pouce et Hunca Munca, deux souris vivant sous la plinthe, jettent un coup d’œil et traversent le tapis jusqu’à la maison de poupée. Ils ouvrent la porte, entrent et « piaillent de joie » en découvrant la table à manger dressée pour le dîner. Tom Pouce essaie de couper du jambon, mais il est en plâtre et quand sa femme essaie de l’aider, elle déclare que le jambon est « aussi dur que les jambons chez le fromager » et Tom Pouce le casse. Ils essaient de manger du poisson, mais il est collé à l’assiette. Après avoir réalisé que toute la nourriture est en plâtre et immangeable, ils cassent les homards, les poires, les oranges et le pudding. Le poisson ne se brise pas et ne se détache pas de l’assiette, alors ils essaient de le brûler dans le feu, mais en vain (le feu n’est pas réel). Tom Pouce grimpe dans la cheminée sans suie pendant qu’Hunca Munca vide les boîtes de cuisine de leurs perles rouges et bleues. Tom Pouce prend les robes des poupées dans la commode et les jette par la fenêtre, tandis qu’Hunca Munca arrache les plumes du traversin des poupées. Au milieu de ses méfaits, Hunca Munca se souvient qu’elle a besoin d’un traversin pour ses bébés, et les deux emportent le traversin des poupées dans leur trou de souris. Ils emportent plusieurs petits objets de la maison de poupée, dont un berceau, mais une cage à oiseaux et une bibliothèque ne passent pas par le trou de souris. La porte de la crèche s’ouvre soudainement et les poupées reviennent dans leur landau avec la fille et sa gouvernante.
Lucinda et Jane sont sans voix en découvrant le vandalisme dans leur maison. La petite fille qui possède la maison de poupée prend une poupée policier et la place devant la porte, mais sa gouvernante est plus pragmatique et pose un piège à souris. Le narrateur pense que les souris ne sont finalement « pas si méchantes que ça » : Tom Pouce paie pour ses crimes avec une pièce de six pence tordue placée dans la chaussette de la poupée la veille de Noël, et Hunca Munca expie sa part dans la destruction en nettoyant la maison de poupée chaque matin avec sa pelle à poussière et son balai.

## Illustrations

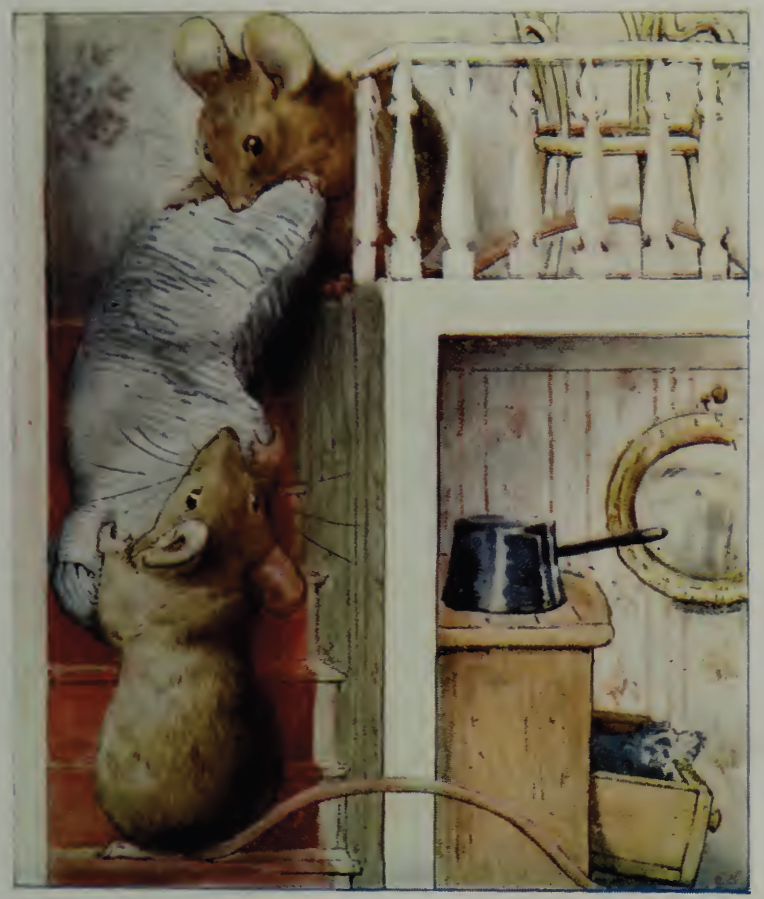
Les souris traînent le traversin des poupées dans l'escalier

Ruth K. MacDonald, auteur de Beatrix Potter (1986), estime que le succès de Deux Vilaines Souris réside dans les nombreux et minutieux détails miniatures de la maison de poupée illustrée. Potter a persévéré et s’est constamment efforcée d’adopter la perspective d’un œil de souris et de respecter la précision dans ses dessins. Bien qu’elle n’ait pas pu clairement voir l’escalier par lequel les souris traînent le traversin, car il était impossible de prendre une photo à cet endroit, elle s’est imaginativement placée sur l’escalier et a dessiné les souris dans des postures anatomiquement crédibles et à l’échelle des éléments de la maison de poupée. Elle a pris tant de plaisir dans les nombreux ameublements miniatures de la maison de poupée que Warne l’a mise en garde contre le risque de submerger le spectateur avec trop de détails dans les illustrations. Le petit format du livre miniaturise encore davantage les illustrations, et les contours de l’image font apparaître les détails encore plus petits, à la fois par l’illusion de diminution créée par les bordures et en limitant l’image à moins que la pleine page.

## Thèmes
M. Daphne Kutzer, professeure d’anglais à l’Université d’État de New York à Plattsburgh, considère que Deux Vilaines Souris est une œuvre de transition dans la carrière de Potter et reflète ses préoccupations et interrogations sur la signification de la domesticité, du travail et des hiérarchies sociales. Les changements dans la vie de Potter se sont reflétés dans son art, note Kutzer. En août 1905, Potter a non seulement perdu son éditeur et fiancé Norman Warne, mais elle a également acheté Hill Top, une ferme en activité dans le Lake District qui est devenue sa résidence loin de Londres et son refuge artistique. Deux Vilaines Souris peut être considéré comme une allégorie dans laquelle Potter exprime non seulement son désir d’avoir sa propre maison, mais aussi ses craintes et ses frustrations liées à la vie domestique. Alors que ses œuvres antérieures reflètent l’intérêt de Potter pour les grandes questions politiques et sociales, Deux Vilaines Souris montre un changement d’intérêt vers la politique locale et la vie des habitants de la campagne.
Le livre reflète les sentiments contradictoires de Potter concernant la rébellion et la domesticité – son désir de quitter la maison de ses parents via un engagement « rebelle » avec Norman Warne et son achat d’un espace domestique qui serait construit avec son fiancé. Kutzer souligne que le récit comporte trois cadres : celui des humains, celui de la maison de poupée et celui des souris, et que les thèmes du livre incluent « la domesticité et le rôle des domiciles dans la domesticité », ainsi que les tensions liées aux plaisirs et aux dangers de la vie domestique, de la rébellion et de l’insurrection.

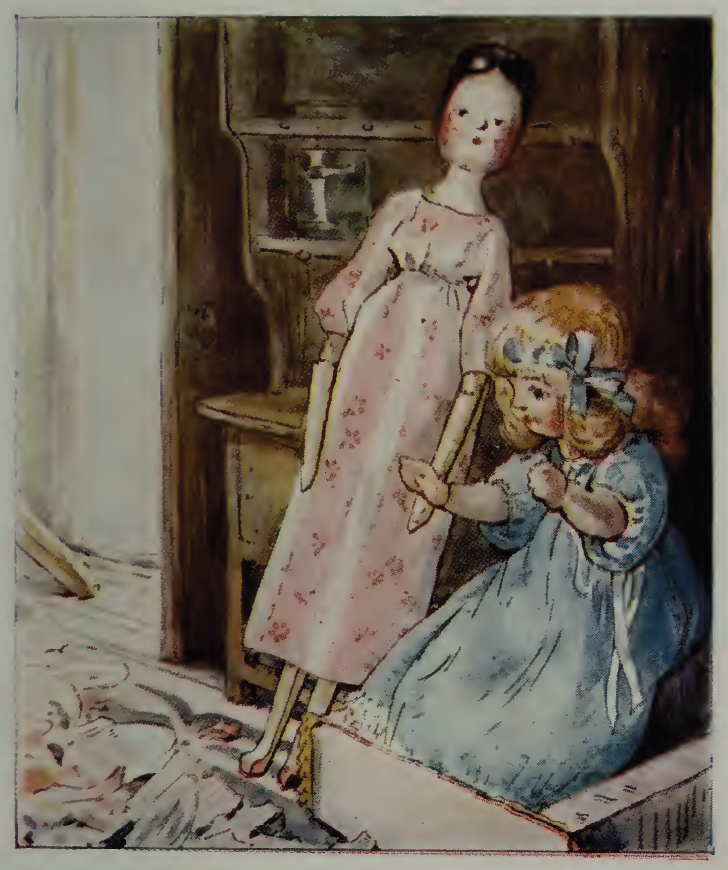
Les poupées Jane (à gauche) et Lucinda inspectent leur cuisine détruite.

 Les mondes des humains et de la maison de poupée reflètent les origines et le milieu de classe moyenne supérieure de Potter : la petite fille bien élevée qui possède la maison de poupée a une gouvernante, et la maison de poupée dispose de quartiers pour les domestiques et est meublée de pendules dorées, de vases de fleurs et d’autres accessoires typiques de la classe moyenne. Kutzer souligne que Potter ne se range pas du côté de la classe moyenne respectable dans ce récit : elle est du côté de la subversion, de l’insurrection et de l’individualisme. Le livre est une déclaration miniature de l’indépendance croissante de Potter vis-à-vis de sa famille et de son désir d’avoir sa propre maison, tout en reflétant en même temps son ambivalence à l’idée de quitter le foyer parental.
Kutzer observe que le récit porte un « léger écho » aux problèmes de classe plus larges de l’époque, notamment les conflits sociaux. Les souris, suggère-t-elle, peuvent être considérées comme les représentantes des diverses rébellions des classes ouvrières contre les conditions de travail en Angleterre et les conflits politiques et industriels locaux liés à des questions telles que la reconnaissance du nouveau syndicalisme, les conditions de travail, les salaires minimums, la journée de travail de 8 heures et le monopole syndical. Elle désapprouvait l’utilisation de la violence pour obtenir des réformes, mais pas les réformes elles-mêmes.
Kutzer estime en outre que, quelle que soit la volonté de Potter de fournir un exemple de comportement moral au lecteur dans les dernières pages du récit (les souris “payant” pour leurs méfaits), son sens de l’équité et le sous-texte des troubles de classe britanniques expliquent en réalité la fin du récit. L’autorité sociale (la poupée policier) et l’autorité domestique (la gouvernante) sont toutes deux inefficaces face aux désirs des souris : une illustration montre les animaux simplement évitant la poupée policier pour rôder à l’extérieur de la maison, et une autre illustration montre les souris instruisant leurs enfants sur les dangers du piège à souris de la gouvernante. Leur repentir n’est qu’une façade : Tom Pouce paie sa destruction avec une inutile pièce de six pence tordue trouvée sous le tapis, et Hunca Munca nettoie une maison qui était déjà bien rangée. Leur respectueux spectacle de repentir dissimule leur rébellion continue contre l’autorité de la classe moyenne. Bien que Potter approuve la rébellion domestique et sociale des souris et leur désir d’avoir une maison confortable, elle désapprouve le vide et la stérilité de la vie des poupées dans la maison de poupée, tout en comprenant les avantages d’une vie confortable rendue possible en partie par le travail des domestiques.

## Critiques
Un critique du Bookman a trouvé que Deux Vilaines Souris était un agréable changement par rapport aux livres sur les lapins de Potter (Pierrot Lapin et Le Conte de Jeannot Lapin) et a estimé que ni Tom Pouce ni Hunca Munca n’étaient complètement mauvais, notant qu’ils avaient tous deux l’air innocent et adorable dans les vingt-sept aquarelles de Potter. Le critique a approuvé les « livres en porcelaine de Chelsea » de Potter qui étaient les « merveilles annuelles de Warne… pour un monde de nurserie admiratif ».
Potter a reçu sa première lettre de fan d’un jeune Américain à la suite de Deux Vilaines Souris. Hugh Bridgeman lui a écrit pour lui dire qu’il avait aimé le livre, et Potter lui a répondu : « J’aime écrire des histoires. J’aimerais en écrire beaucoup, beaucoup ! J’en ai tellement dans ma tête, mais les illustrations prennent tellement de temps à dessiner ! Je me lasse des images avant même que le livre ne soit terminé. ».

## Droits d'édition

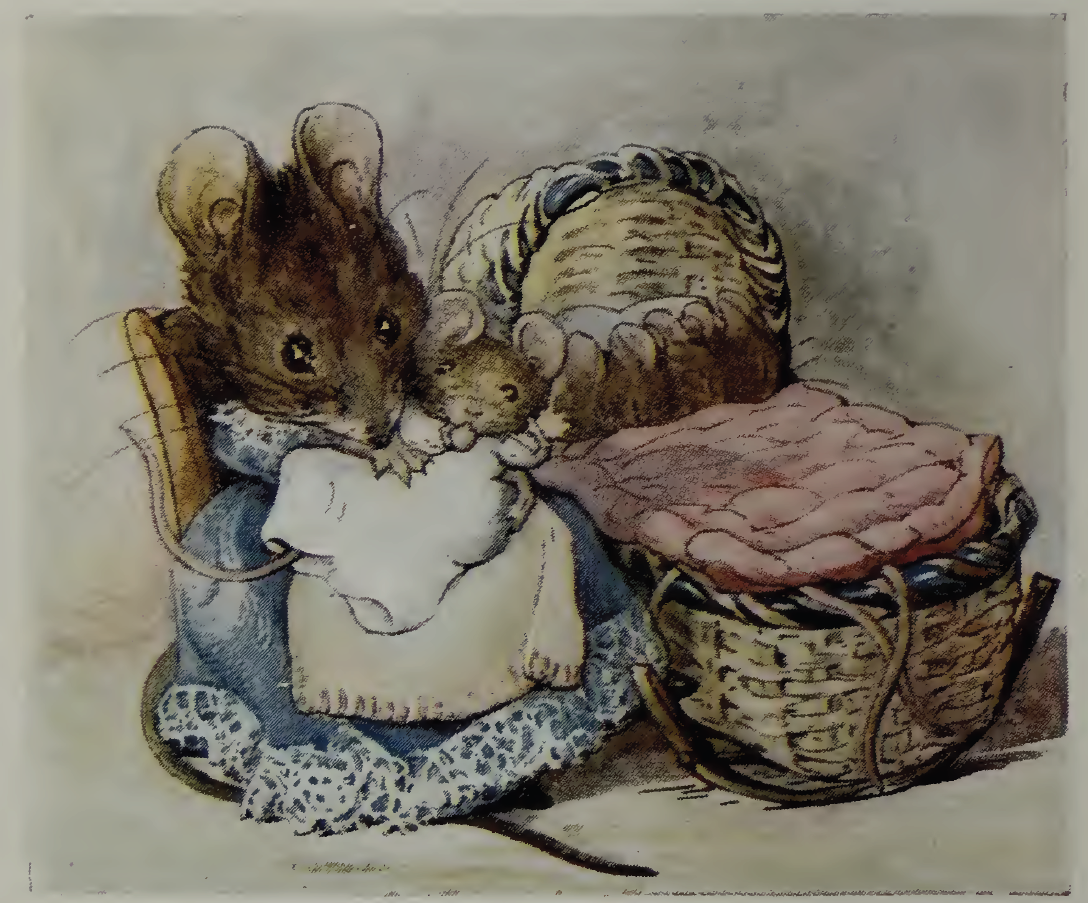
Beswick Pottery a réalisé une figurine en porcelaine de Hunca Munca et de ses bébés avec le berceau des poupées, basée sur cette illustration.

Potter affirmait avec confiance que ses contes deviendraient un jour des classiques de la littérature enfantine, et une partie du processus pour les rendre tels était la stratégie marketing. Elle fut la première à exploiter les possibilités commerciales de ses personnages et de ses récits avec une poupée Peter Rabbit, un jeu de société (The Game of Peter Rabbit) et un papier peint pour chambre d’enfant entre 1903 et 1905. Des « spectacles annexes » similaires (comme elle appelait la marchandise supplémentaire) furent organisés au cours des deux décennies suivantes.
En 1947, Frederick Warne & Co. a accordé à Beswick Pottery de Longton les droits et licences pour produire les personnages de Potter en porcelaine. Sept figurines inspirées de Deux Vilaines Souris ont été émises entre 1951 et 2000 : Hunca Munca avec le berceau ; Hunca Munca balayant ; Tom Thumb ; bas de Noël ; Hunca Munca renversant les perles ; Hunca Munca moulée en édition limitée de grande taille ; et une autre Hunca Munca.
En 1977, Schmid & Co. de Toronto et Randolph a obtenu les droits de licence pour Beatrix Potter et a sorti deux boîtes à musique en 1981 : l’une surmontée d’une figurine en porcelaine de Hunca Munca, et l’autre avec Hunca Munca et ses bébés. À partir de 1983, Schmid a publié une série de petits ornements plats suspendus pour Noël représentant divers personnages de Potter, dont plusieurs Hunca Munca. En 1991, trois boîtes à musique ont été publiées : Hunca Munca et Tom Thumb dans le lit des poupées (jouant Beautiful Dreamer) ; Tom Thumb instruisant ses enfants sur les dangers des pièges à souris (You've Got a Friend) ; Hunca Munca renversant les perles du bocal de la cuisine (Everything is Beautiful) ; et les deux souris essayant de découper le jambon en plâtre (Close to You). Une autre boîte à musique sortie la même année jouait Home! Sweet Home! et représentait l’extérieur de la maison de poupée, et, inversée, l’intérieur de la maison avec la chambre à l’étage et la salle à manger en bas. Trois figurines de souris séparées pouvaient être placées ici et là dans la maison.

## Traductions et réimpressions
Les 23 petits livres de Potter ont été traduits dans près de trente langues, dont le grec et le russe. Les éditions en anglais portent toujours l'empreinte de Frederick Warne, bien que la société ait été rachetée par Penguin Books en 1983. En 1985, Penguin a entrepris de refaire les plaques d'impression pour les 23 volumes de la collection Peter Rabbit, en utilisant de nouvelles photographies des dessins originaux et de nouveaux designs dans le style des reliures d'origine. Ce projet a été achevé en deux ans et publié en 1987 sous le titre The Original and Authorized Edition.
Le conte de Pierrot Lapin a été le premier livre de Potter à être traduit lorsque l'édition néerlandaise de Pierrot Lapin (Het Verhaal van Pieter Langoor) a été publiée en 1912 sous licence par Nijgh & Ditmar's Uitgevers Maatschappij, à Rotterdam. Le Conte de Sophie Canétang (Het Verhall van Kwakkel Waggel-Eend) a suivi la même année. Pierrot Lappin et cinq autres contes ont été publiés en braille par le Royal Institute for the Blind en 1921. Twee Stoute Muisjes (Deux Vilaines Souris) a été publié pour la première fois en néerlandais en 1946, puis réédité sous licence sous le titre Het Verhaal van Twee Stoute Muizen (Le conte de Deux Vilaines Souries) par Uitgeverij Ploegsma, à Amsterdam, en 1969. Deux Vilaines Souris a été publié pour la première fois en allemand sous le titre Die Geschichte von den zwei bösen Mäuschen en 1939, et a été autorisé à être publié par Fukuinkan-Shoten, à Tokyo, en japonais en 1971.

## Adaptations
Le conte de Deux Vilaines Souris est inclus en tant que segment dans le film de ballet royal de 1971 intitulé The Tales of Beatrix Potter.
Entre 1992 et 1996, plusieurs contes de Beatrix Potter ont été adaptés en une série télévisée animée diffusée par la BBC, intitulée The World of Peter Rabbit and Friends. L’un des épisodes est une adaptation à la fois de Le conte de Deux Vilaines Souris et de The Tale of Johnny Town-Mouse. Dans l’épisode, Hunca Munca est doublée par Felicity Kendal et Tom Thumb par Rik Mayall. Il a été diffusé pour la première fois sur la BBC le 29 juin 1994.

### Ouvrages cités
- (en) Debby DuBay et Kara Sewall, Beatrix Potter Collectibles: The Peter Rabbit Story Characters, Schiffer Publishing Ltd., 2006 (ISBN 0-7643-2358-X)
- (en) M. Daphne Kutzer, Beatrix Potter: Writing in Code, London and New York, Routledge, 2003 (ISBN 0-415-94352-3)
- (en) Margaret Lane, The Tale of Beatrix Potter, London, Frederick Warne, 2001 (1re éd. 1946) (ISBN 978-0-7232-4676-3)
- (en) Linda Lear, Beatrix Potter: A Life in Nature, New York, St. Martin's Griffin, 2007 (ISBN 978-0-312-37796-0, lire en ligne )
- (en) Leslie Linder, The History of the Writings of Beatrix Potter including Unpublished Work, Frederick Warne, 1971 (ISBN 0723213348)
- (en) Ruth K. MacDonald, Beatrix Potter, Boston, Twayne Publishers, 1986 (ISBN 0-8057-6917-X, lire en ligne )
- (en) Judy Taylor, Beatrix Potter 1866–1943: The Artist and Her World, London, F. Warne & Co. and The National Trust, 1987 (ISBN 0-7232-3561-9, lire en ligne )
- (en) Judy Taylor, Beatrix Potter: Artist, Storyteller and Countrywoman, London, Frederick Warne, 1996 (1re éd. 1986) (ISBN 0-7232-4175-9)